# Storia della creazione in Genesi

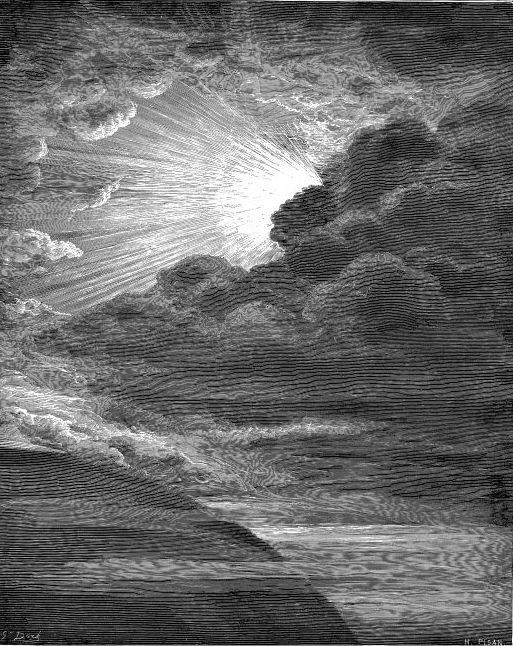
"Sia la luce!" -

La storia della creazione in Genesi  è il racconto della creazione nell'ebraismo e nel cristianesimo ed è suddiviso in due parti, che all'incirca corrispondono ai primi due capitoli del libro della Genesi. Nella prima parte, da Genesi 1:1 a Genesi 2:3, Elohim – la parola ebraica generica per riferirsi a Dio – crea il mondo in sei giorni, poi si riposa nel settimo giorno, lo benedice e lo santifica. Dio crea con un comando verbale ("Sia la..."), il che implica un paragone con il re, che deve solo parlare perché le cose succedano, e nomina gli elementi del cosmo mentre li crea, secondo l'antico concetto comune che le cose non esistono veramente finché non sono nominate. Nella seconda parte, Genesi 2:4-24, Yahweh, il nome personale di Dio, forma il primo uomo dalla polvere, lo pone nel Giardino dell'Eden e alita il suo soffio divino nell'uomo che quindi diventa in ebraico נֶפֶש‎? nephesh, un essere vivente; l'uomo "condivide" nephesh con tutte le creature, ma solo dell'uomo si descrive questo atto vivificante da parte di Dio. L'uomo dà i nomi agli animali, affermando così la sua autorità nell'ambito della creazione divina, e Dio crea la prima donna, Eva, plasmandola dal corpo dell'uomo.
Un'ipotesi comune tra gli studiosi testamentari è che la prima maggiore stesura del Pentateuco (la serie di cinque libri, che inizia con Genesi e termina con il Deuteronomio) sia stata composta alla fine del VII o VI secolo a.C. (la fonte jahvista), e che questa sia stata successivamente ampliata da altri autori (la fonte Sacerdotale) in un'opera molto simile a quella che abbiamo oggi. (Nella storia della creazione le due fonti appaiono in ordine invertito: Genesi 1:1-2:3 è Sacerdotale e Genesi 2:4-24 è Jahvista). Attraverso la narrazione combinata passa una critica della teologia mesopotamica della creazione: Genesi afferma il monoteismo e nega il politeismo, condividendo temi dalla mitologia mesopotamica, ma adattandola alla fede in un unico Dio di Israele. Robert Alter ha descritto la narrazione combinata come "convincente nel suo carattere archetipico, nel suo adattamento del mito a fini monoteistici"..

## Composizione

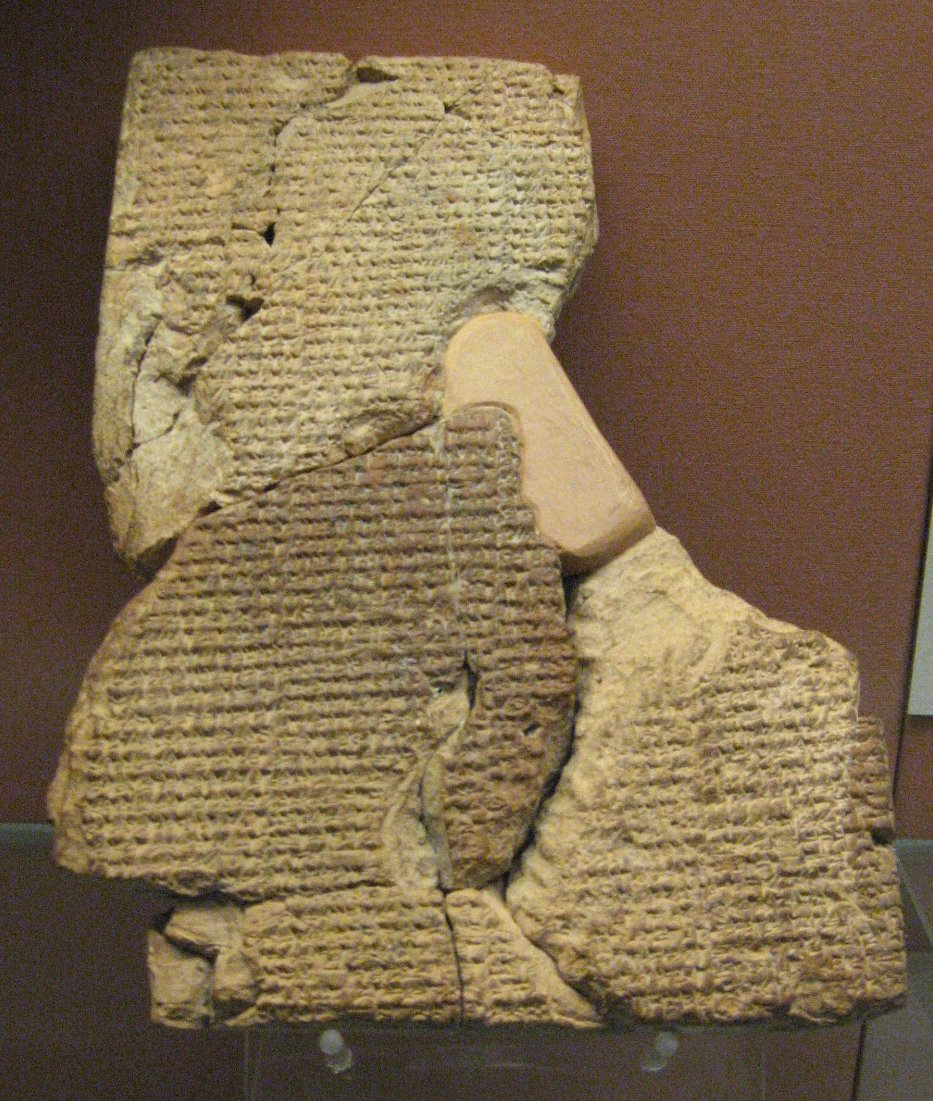
Tavoletta cuneiforme con l'Epica di Atraḫasis, al British Museum

### Fonti
Sebbene la tradizione attribuisca Genesi a Mosè, la maggioranza degli studiosi testamentari crede che, insieme ai successivi quattro libri (che compongono quella che gli ebrei chiamano la Torah e gli studiosi cristiani chiamano il Pentateuco) sia "un'opera composita, il prodotto di molte mani e periodi." Un'ipotesi comune tra gli accademici moderni è che la prima versione importante del Pentateuco sia stata composta nel tardo VII secolo o VI secolo p.e.v. (la fonte Jahvista), che fu susseguentemente espansa con aggiunte di varie narrazioni e leggi (la fonte Sacerdotale) risultando un'opera molto simile a quella esistente oggi. Le due fonti appaiono in ordine inverso: Genesi 1:1-2:3 è sacerdotale e Genesi 2:4-24 è Jahvista.
Per quanto riguarda il contesto storico che ha portato alla creazione della narrazione stessa, una teoria che ha guadagnato un notevole interesse, sebbene ancora controversa, è l'"autorizzazione imperiale persiana". Questa propone che i Persiani, dopo la loro conquista di Babilonia nel 538 p.e.v., accettarono di concedere a Gerusalemme un ampio grado di autonomia locale all'interno dell'impero, ma richiesero alle autorità locali di produrre un singolo codice legale accettato da tutta la comunità. I due gruppi di potere che componevano la comunità - le famiglie sacerdotali, che controllavano il Tempio, e le famiglie latifondiarie che formavano gli "anziani" - erano in conflitto su molte questioni e ciascuna parte aveva la propria "storia delle origini", ma la promessa persiana di un forte aumento dell'autonomia locale per tutti fornì un potente incentivo a cooperare nella produzione di un testo unico.

### Struttura

Diagramma dell'Ipotesi documentale o "teoria delle quattro fonti".
'J': tradizione jahvista
'È: tradizione Elohista
'D': tradizione Deuteronomista
'P': tradizione Codice Sacerdotale
- include la maggior parte del Levitico
† include la maggior parte del Deuteronomio
‡ "Storia Deuteronomica": Giosuè, Giudici, Samuele 1&2, Re 1&2

La storia della creazione è formata da due racconti, all'incirca equivalenti ai primi due capitoli del libro della Genesi. (Non ci sono divisioni di capitoli nel testo originale ebraico). Il primo resoconto (1:1 fino a 2:3) utilizza una struttura ripetitiva di fiat ed esecuzione divini, poi la dichiarazione "E fu sera e fu mattina: [xº] giorno", per ciascuno dei sei giorni di creazione. In ognuno dei primi tre giorni c'è un atto di divisione: giorno uno divide le tenebre dalla luce, giorno due le "acque sopra" dalle "acque sotto", e giorno tre il mare dalla terra. In ciascuno dei tre giorni seguenti queste divisioni vengono popolate: giorno quattro popola le tenebre e la luce con il sole, la luna e le stelle; giorno cinque popola i mari e i cieli con pesci e uccelli; e infine, nell'ultimo giorno le creature terrestri e l'umanità popolano la terra.
Le due storie sono complementari piuttosto che sovrapposte, con la prima (la storia Sacerdotale) che si concentra sul piano cosmico della creazione, mentre la seconda (il racconto Jahvista) che si concentra sull'uomo come custode e tutore del suo ambiente e come agente morale. Ci sono analogie significative tra le due storie, ma anche differenze significative: il secondo resoconto, in contrasto con il regime serrato dei sette giorni di Genesi 1, usa uno stile narrativo semplice e scorrevole, che procede da Dio che forma il primo uomo nel Giardino dell'Eden fino alla creazione della prima donna e l'istituzione del matrimonio; in contrasto con il Dio onnipotente di Genesi 1, che crea un'umanità simile alla divinità, il Dio di Genesi 2 può fallire o riuscire: l'umanità che crea non è quasi divina, ma viene punita per atti che portino al loro divenire uguali a Dio (Genesi 3,1-24) e l'ordine e metodo della creazione stessa sono diversi. "Insieme, questa combinazione di carattere parallelo e profilo contrastante puntano ad un'origine differente dei materiali in Genesi 1:1-2:3 e Genesi 2:4b-3:23, sebbene siano ora combinati elegantemente."
I racconti primari di ciascun capitolo sono uniti da un ponte letterario a Genesi 2:4a, "Queste le origini del cielo e della terra, quando vennero creati." Questo riecheggia la prima riga di Genesi 1, "In principio Dio creò il cielo e la terra", e viene invertito nella frase successiva, Genesi 2:4b "...Nel giorno in cui il Signore Dio fece la terra e il cielo". Questo versetto è uno di dieci frasi "generazioni" (in ebraico תולדות‎? (tôledôt) usate in tutta la Genesi, che forniscono una struttura letteraria al libro. Normalmente funzionano come intestazioni di ciò che segue, ma la posizione di questa prima della serie è stata oggetto di innumerevoli discussioni.

### Influenza mesopotamica

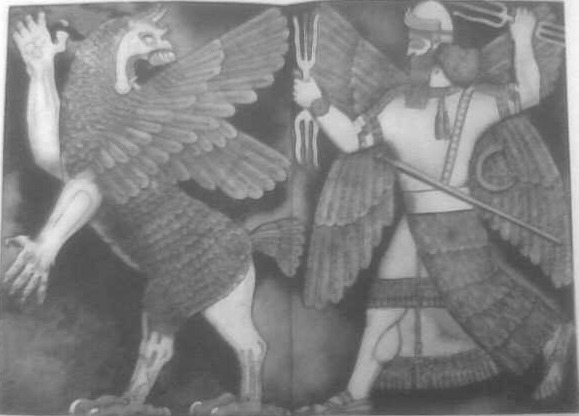
Marduk, dio di Babilonia, che distrugge Tiāmat, il mostro del caos primordiale

La mitologia comparativa fornisce prospettive storiche e transculturali per la mitologia cristiana. Entrambe le fonti alla base della storia della creazione in Genesi hanno mutuato temi dalla mitologia mesopotamica, ma li hanno adattati alla propria fede in un unico Dio, formando una creazione monoteistica in opposizione al mito della creazione politeistica del nemico storico di Israele, Babilonia.

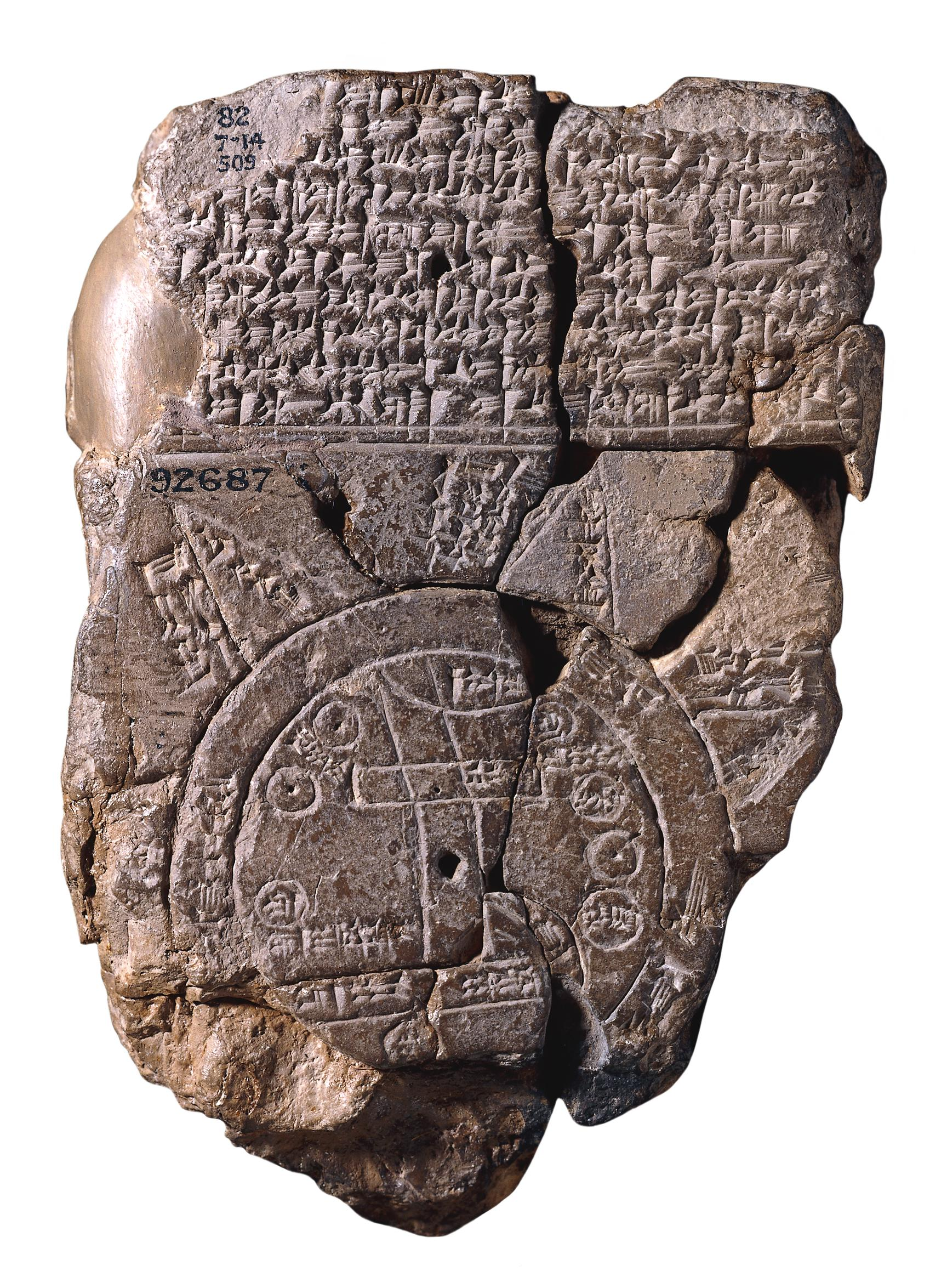
Mappa mundi babilonese, ca.600 p.e.v. L'universo degli antichi israeliti era molto simile a questa mappa

Genesi 1–11 nel suo complesso è permeata di miti mesopotamici. Genesi 1 mostra drammatiche differenze e sorprendenti somiglianze al mito della creazione babilonese, l'Enūma eliš. Considerando le somiglianze, entrambe le storie incominciano da una fase di acque caotiche prima che il tutto sia creato, in entrambe un "firmamento" fisso a forma di cupola divide tali acque dalla Terra abitabile, ed entrambe si concludono con la creazione di un essere umano chiamato "uomo" e la costruzione di un tempio per il dio (in Genesi 1, questo tempio è il cosmo intero). Considerando invece i contrasti, Genesi 1 è irrevocabilmente monoteista, non fa nessun tentativo di spiegare le origini di Dio e non c'è traccia del conflitto col Caos (dal greco: teomachia, letteralmente "combattimento di Dio"), che invece segnano i resoconti della creazione mesopotamica.
Genesi 2 ha stretti paralleli con un secondo mito mesopotamico, l'Epica Atraḫasis – paralleli che infatti si estendono per tutta Genesi 2-11, dalla Creazione al Diluvio e dopo. Le due storie condividono numerosi dettagli nella trama (per es. il giardino divino e il ruolo del primo uomo nel giardino, la creazione dell'uomo stesso da un miscuglio di terra e sostanza divina, la possibilità di immortalità, ecc.) e nel complesso hanno un tema simile: il progressivo chiarimento del rapporto dell'uomo con Dio (o dèi) e gli animali.

### Creazioni divergenti: parola o combattimento
Le narrazioni in Genesi 1–2, non sono i soli "miti" della creazione noti nell'antico Israele e l'evidenza biblica completa comprende due modelli contrastanti. Il primo è quello del "logos" (dal greco λόγος, col significato di "enunciato/discorso"), dove un Dio supremo "enuncia" la materia inattiva e la fa esistere. Il secondo modello è quello dell'"agon" (col significato appunto di agone o combattimento/conflitto), nel quale è la vittoria di Dio nella battaglia contro i mostri marini che segnano la sua sovranità e potenza. Genesi 1 è l'esempio supremo della mitologia del "logos". Il testo poetico, invece, di Isaia 51:9-10 descrive l'esodo dall'Egitto richiamando un antico mito canaanita e babilonese in cui Dio crea il mondo sconfiggendo divinità acquatiche: "Sveglia, sveglia! ... Eri tu che facesti a pezzi "-Raha-b...", che trafiggesti il drago! Eri tu che prosciugasti il Mare, le acque del grande Abisso, che hai fatto delle profondità del Mare una strada che i redenti possano camminare..."

### In principio: Genesi 1:1-2
La frase d'apertura in Genesi 1:1 è comunemente tradotta in italiano come: "In principio Dio creò il cielo e la terra". "Il cielo e la terra" è una frase fatta mesopotamica che significa "ogni cosa/tutto", cioè il cosmo. Nella cosmografia mesopotamica, implicita in molti testi biblici, esso era composto da tre livelli, la terra abitabile al centro, il cielo sopra, un mondo d'oltretomba sotto, il tutto circondato da un acquoso "oceano". La terra stessa era un disco piatto, circondato da montagne o mare. Sopra la terra stava il firmamento, una cupola trasparente, ma solida che poggia sulle montagne, permettendo agli uomini di vedere il blu delle acque al di sopra, con "finestre" per lasciar entrare la pioggia, e che conteneva il sole, la luna e le stelle. Le acque si estendevano sotto la terra, che poggiava su pilastri affondati nelle acque e nel sottosuolo c'era Sheol, la dimora dei morti.
Benché il testo italiano sembri suggerire una creatio ex nihilo, cioè la mancanza di una materia prima preesistente all'atto di creazione, il testo ebraico è più ambiguo ed è stato interpretato in vario modo soprattutto a causa del confronto con altri testi cosmologici della Siria e della Mesopotamia. Esso può essere tradotto in almeno tre modi:
1. Come una dichiarazione che il cosmo ha avuto un inizio assoluto (In principio Dio creò il cielo e la terra)
2. Come una dichiarazione che descrive la condizione del mondo quando Dio cominciò a creare (Quando in principio Dio creò il cielo e la terra, la terra era informe e selvaggia) e
3. Essenzialmente simile alla seconda versione, ma prendendo tutta Genesi 1:2 come informazioni di base (Quando in principio Dio creò il cielo e la terra, essendo la terra indomita e informe, Dio disse: Sia la luce!).

La creazione ex nihilo è suggerita da Maccabei 7:28 secondo cui Dio generò le cose del mondo e il genere umano non da cose preesistenti.
Secondo numerosi esegeti il significato inteso dall'autore Sacerdotale originale dovrebbe essere il secondo: il verbo bara viene utilizzato solo da Dio, (la gente non si impegna in bara) e riguarda l'assegnazione dei ruoli, come nella creazione delle prime persone come "maschio e femmina" (vale a dire, assegna loro ruoli di genere); in altre parole, il potere di Dio viene dimostrato non nella creazione della materia, ma mediante la disposizione dei destini.
La parte iniziale di Genesi 1 continua: "Ora la terra era informe e deserta ..." La frase "informe e deserta" è una traduzione dell'in ebraico תֹהוּ וָבֹהוּ‎? tohu wa-bohu, cioè "vuoto e privo di vita", la condizione che bara - ordinamento - rimedia. Tohu da solo viene usato per descrivere il deserto assoluto; bohu non ha significato conosciuto e fu apparentemente coniato per rimare con tohu e rinforzarlo. La frase appare anche in Geremia 4:23, dove il profeta ammonisce Israele che la ribellione contro Dio porterà al ritorno delle tenebre e del caos, "Guardai la terra ed ecco solitudine e vuoto, i cieli, e non v'era luce", come se la terra fosse stata "increata".
L'apertura di Genesi 1 si conclude con un'affermazione che le Tenebre erano davanti all'Abisso (in ebraico תְהוֹם‎? tehôm) - Tenebre e Abisso sono due dei tre elementi del caos rappresentati da tohu wa-bohu (il terzo è la terra informe). Nell'Enūma eliš, l'Abisso è personificato dalla dea Tiamat, nemica di Marduk; qui è il corpo informe di acqua primordiale che circonda il mondo abitabile, per poi essere rilasciato durante il Diluvio, quando "tutte le fonti del grande profondo sgorgano impetuose" dalle acque sotto la terra e dalle "finestre" del cielo.
Il Rûach di Dio passa sopra la faccia dell'Abisso prima che inizi la creazione. Rûach (in ebraico רוּחַ‎?) ha il significato di "vento, spirito, soffio" e elohim può significare "grande" oltre a "dio": il ruach elohim potrebbe quindi significare il "vento/soffio di Dio" (il vento di tempesta è il respiro di Dio Salmi 18:15-16 e altrove, e il vento di Dio ritorna nella storia del Diluvio come mezzo per ristabilire la terra), o lo"spirito" di Dio, un concetto alquanto vago nella Bibbia ebraica, o potrebbe semplicemente significare un grande vento tempestoso. Victor Hamilton nel suo commentario di Genesi propende, per "spirito di Dio", ma scarta qualsiasi allusione ad una possibile identificazione con lo Spirito Santo della teologia cristiana.

### I sei giorni della Creazione: Genesi 1:3-2:3
Il primo giorno inizia con la creazione della luce (e, per implicazione, del tempo). Dio crea con comando verbale e nomina gli elementi del mondo mentre li crea. Nel Vicino Oriente antico l'atto di nominare era legato all'atto di creare: quindi nella letteratura egizia il dio creatore pronunciava i nomi di tutto e l'Enūma eliš comincia al punto in cui niente è ancora stato nominato. La creazione di Dio con enunciati implica anche che è paragonato ad un re, che deve solo parlare per far succedere le cose.
Rāqîa, o firmamento, viene da rāqa, il verbo usato nell'atto di battere il metallo per farne delle piastre sottili. Creato nel secondo giorno della creazione e popolato di luminari nel quarto, potrebbe essere interpretato come una cupola solida che separa la terra sotto dal cielo e le sue acque sopra, come nella credenza egizia e mesopotamica dello stesso periodo. In Genesi 1:17 le stelle sono fisse nel raqia; nel mito babilonese i cieli erano fatti di varie pietre preziose (cfr. Esodo 24:10 dove gli anziani di Israele vedono Dio "su un pavimento in lastre di zaffìro, simile in purezza al cielo stesso"), con le stelle incastonate nella superficie. Le acque si ritirano, creando una circonferenza di oceano intorno ad un unico continente circolare.
Alla fine del terzo giorno Dio ha creato un ambiente di luce, il cielo, i mari e la terra. I tre livelli del cosmo sono poi popolati nello stesso ordine in cui furono creati – cielo, mare, terra. Il linguaggio di "controllo" viene introdotto: i corpi celesti "governeranno" giorno e notte e segneranno stagioni e anni e giorni (materia di somma importanza per gli autori Sacerdotali, poiché i festival religiosi erano organizzati secondo i cicli del sole e della luna); in seguito, l'uomo verrà creato per governare su tutta la creazione come reggente di Dio.
Nel quarto giorno Dio mette le "luci" nel firmamento, ma la parola ebraica ma'or significa letteralmente "lumi", sottolineando lo stato del cosmo come tempio di Dio. Dio non crea e plasma alberi o piante, bensì comanda alla terra di produrli. Il significato teologico sottinteso pare essere che Dio ha concesso alla terra precedentemente arida di avere ora l'abilità di produrre vegetazione e così fa al Suo comando. Il riferimento ai "tipi" sembra anticipare le leggi trovate in seguito nel Pentateuco, che pongono grande importanza sulla santità mediante la separazione.
Nella mitologie egizie e mesopotamiche il dio-creatore deve combattere con mostri marini prima di poter fare cielo e terra; in Genesi 1:21 la parola tanin, a volte tradotta con "mostri marini" o "grandi creature", affianca i mostri del caos nominati Rahab e Leviatano da Salmi 74:13 e Isaia 27:1 e Isa 51:9, ma non vi è alcun accenno di combattimento e tanin sono semplicemente creature create da Dio.
Quando in Genesi 1:26 Dio dice "Facciamo l'uomo", la parola usata è adam; in questa forma è un nome generico, "umanità", e non implica che questa creazione sia maschile. Dopo questa prima menzione, la parola appare sempre come ha-adam, "l'uomo", ma come Genesi 1:27 mostra ("Dio creò l'uomo a sua immagine... maschio e femmina li creò."), la parola è ancora non esclusivamente maschile. (In Genesi 2:7 viene introdotto un gioco di parole: Dio crea adam, uomo, da adamah, terra).
L'uomo è creato ad "immagine di Dio". Il significato di ciò non è chiaro – alcune interpretazioni includono:
1. Avere le qualità spirituali di Dio come intelletto, volontà, ecc;
2. Avere la forma fisica di Dio;
3. Una combinazione delle due;
4. Essere la controparte di Dio sulla terra e in grado di entrare in relazione con Lui;
5. Essere il rappresentante di Dio sulla terra o Suo viceré.[77]

Il fatto che Dio dica "Facciamo l'uomo..." ha dato origine a diverse teorie, tra le quali le due più importanti sono che la prima persona plurale sia un plurale maiestatico, o che rifletta una situazione di consiglio divino con Dio in trono come re che propone la creazione del genere umano agli esseri divini minori.
Dio dice agli animali e agli esseri umani di aver dato loro "le piante verdi come cibo" - la creazione deve essere vegetariana. Solo più tardi, dopo il diluvio, all'uomo viene dato il permesso di mangiare carne. L'autore Sacerdotale della Genesi sembra guardare indietro ad un passato ideale in cui l'uomo viveva in pace con sé stesso e con il mondo animale, e che potrebbe essere nuovamente raggiunto attraverso una corretta vita sacrificale in armonia con Dio.
Il primo atto di Dio fu la creazione di luce indifferenziata; buio e luce furono poi separati in giorno e la notte, il loro ordine (sera prima di mattina) a significare che questo sarebbe stato il giorno liturgico; poi il sole, la luna e le stelle furono creati per segnare i tempi giusti per le feste della settimana e dell'anno. Solo quando questo è fatto, Dio crea l'uomo e la donna e dei mezzi per sostenerli (piante e animali). Alla fine del sesto giorno, quando la creazione è completa, il mondo è un tempio cosmico in cui il ruolo dell'umanità è l'adorazione di Dio. Questo dimostra un parallelismo con il mito mesopotamico (Enūma eliš) e riecheggia anche il capitolo 38 del Libro di Giobbe, dove Dio ricorda come le stelle, i "figli di Dio", cantavano quando la pietra angolare della creazione fu posta.

### Il settimo giorno: riposo divino
Alla Creazione fa seguito il riposo. Questo non è proprio lo "Shabbat", che viene comandato in Esodo, ma lo preannuncia. Nella letteratura antica del Vicino Oriente il riposo divino si realizza in un tempio come risultato di aver portato ordine nel caos. Il riposo è sia un disimpegno, poiché l'opera della creazione è finita, ma anche un impegno, poiché la divinità è ora presente nel suo tempio per mantenere un cosmo sicuro e ordinato.

## Genesi 2:4-24
Genesi 2:4-24

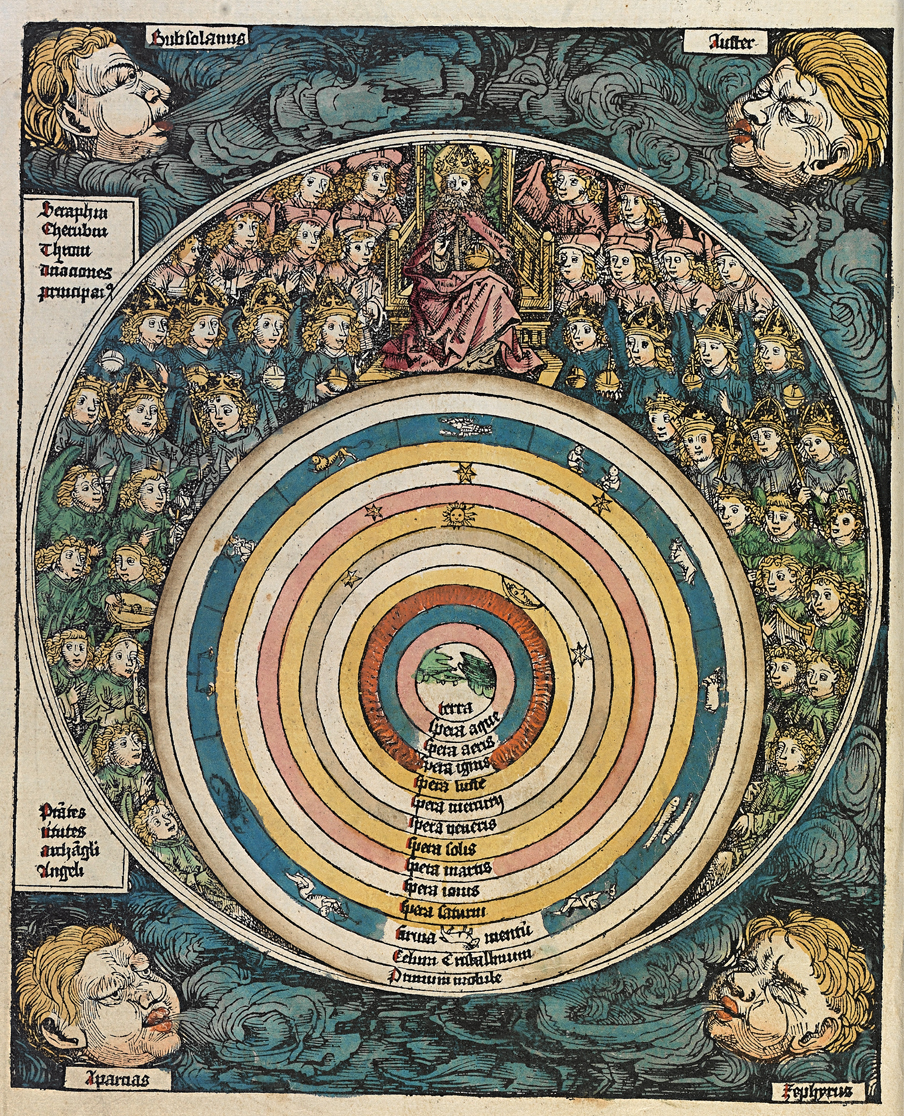
Settimo Giorno della Creazione (dalle Cronache di Norimberga, 1493)

Per Genesi 2-3, la storia dell'Eden fu probabilmente prodotta verso il 500 p.e.v. come "un discorso sugli ideali della vita, il pericolo della gloria umana e la natura fondamentalmente ambigua dell'umanità - specialmente la facoltà mentali umane." Secondo Genesi 2:10-14 il Giardino è sito al confine mitologico tra il mondo umano e quello divino, probabilmente alla remota fine dell'Oceano Cosmico vicino al bordo del mondo; seguendo un convenzionale concetto del Vicino Oriente antico, il fiume dell'Eden prima forma quell'oceano e poi si divide in quattro fiumi che scorrono dai quattro angoli della terra verso il suo centro.
Il resoconto Jahvista della creazione si apre "nel giorno in cui il Signore Dio fece la terra ed il cielo", un'introduzione fissa simile a quelle rinvenute nei miti babilonesi. Prima che l'uomo sia creato, la terra è una piana desolata irrigata da un ed – Genesi 2:6 la Nuova Diodati la traduce con "vapore", seguendo la pratica ebraica, ma altre versioni moderne generalmente affermano che il vero significato sia una sorgente di acqua sotterranea.
In Genesi 1 la parola caratteristica per l'attività di Dio è bara, "creato"; in Genesi 2 la parola usata quando Dio crea l'uomo è yatsar, che significa "modellato", una parola usata in contesti come quello di un vasaio che modella un vaso di argilla. Dio soffia il suo alito sull'argilla e questa diventa nephesh, parola che significa vita, vitalità, personalità vivente; l'uomo condivide nephesh con tutte le creature, ma solo dell'uomo viene descritto questo atto vitale eseguito da Dio.
Eden, dove Dio pone il suo Giardino dell'Eden, deriva da una radice che significa fertilità: il primo uomo lavorerà nel giardino di Dio miracolosamente fertile. L'"albero di vita" è un motivo del mito mesopotamico: nell'Epica di Gilgamesh all'ero vien data una pianta il cui nome è "l'uomo diventa giovane nella vecchiaia", ma la pianta gli viene rubata dal serpente. C'è stata molta discussione accademica sul tipo di conoscenza fornita dal secondo albero: se qualità umane, o consapevolezza sessuale, conoscenza etica, o conoscenza universale, con quest'ultima più ampiamente accettata. In Eden, il genere umano ha una scelta tra sapienza e vita e sceglie la prima, sebbene Dio avesse inteso per loro la seconda.
L'Eden mitico ed i suoi fiumi potrebbero riflettere la vera Gerusalemme, il Tempio e la Terra Promessa. Eden potrebbe rappresentare il divino giardino di Sion, la montagna di Dio, che era anche Gerusalemme; mentre il vero fiume Gihon era una sorgente fuori città (che rispecchia la sorgente che bagna l'Eden); l'immagine del Giardino, col suo serpente e i cherubini, viene visto come un riflesso delle vere immagini del Tempio di Salomone col suo serpente (il nehustan) e i guardiani cherubini. Genesi 2 è l'unico posto nella Bibbia dove appare come luogo geografico: altrove, come in Ezechiele 28, è un posto mitologico sito sulla santa Montagna di Dio, con risonanze di un mito mesopotamico del re come uomo primordiale posto in un giardino divino a sorvegliare l'albero della vita.
"Bene e male" è una frase basilare che significa semplicemente "tutto", ma può anche avere una connotazione morale. Quando Dio proibisce all'uomo di mangiare frutti dell'albero della conoscenza, gli dice che se lo farà sarà "condannato a morire": l'ebraico originale è quello usato nella Bibbia per emettere sentenze di morte.
La prima donna è creata per essere ezer kenegdo - un termine notoriamente difficile da tradurre - all'uomo. Kenegdo significa "a fianco, di fronte, una controparte per lui", e ezer significa intervento attivo per conto dell'altra persona. La denominazione degli elementi del cosmo in Genesi 1 da parte di Dio illustra la sua autorità sul creato; ora la denominazione degli animali (e della donna) da parte dell'uomo illustra la sua autorità all'interno della creazione.
La donna è chiamata ishah, Donna, con una spiegazione che ciò avviene perché ella è stata presa da ish, che significa "uomo"; le due parole non sono in realtà connesse. In seguito, dopo che la storia del Giardino si completa, ella riceverà un nome, Hawwah, Eva, che in ebraico significa "vivente", da una radice che può anche significare "serpente". Un'antica tradizione esegetica ritiene che l'uso di una costola dal fianco dell'uomo enfatizza che sia l'uomo che la donna hanno uguale dignità, poiché la donna fu creata dalla stessa materia dell'uomo, plasmata e messa in vita con lo stesso procedimento. Infatti la parola che viene tradizionalmente tradotta in italiano con "costola", può significare anche fianco, camera, o fusto.
Il matrimonio è monogamo ("moglie", non "mogli": in Giuda al tempo che il libro della Genesi fu canonizzato, il tema di matrimonio, poligamia e divorzio era uno di quelli scottanti) e ha la precedenza su tutti gli altri legami. Il punto finale della creazione è un uomo e una donna uniti in uno stato di innocenza, ma la parola "nudi", arummim, sta per essere introdotta nel versetto successivo, dal "subdolo", arum, serpente che entra in scena.

## Reinterpretazioni giudeo-cristiane

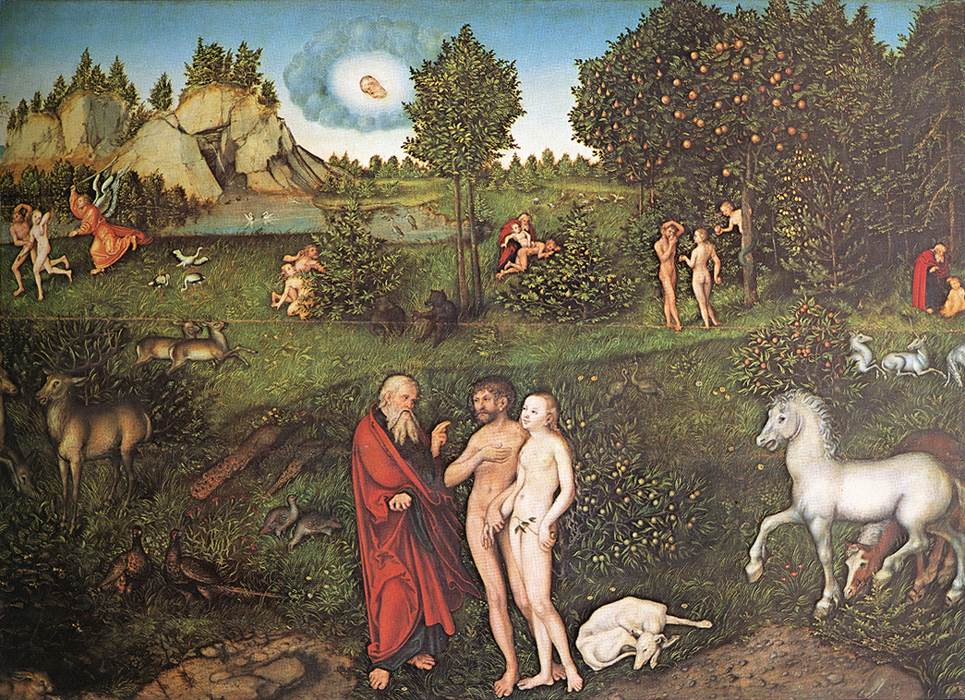
Eden (Lucas Cranach il Vecchio, 1472–1553)

### Storia
Molti degli elementi che i cristiani oggi danno per scontato come parte integrante della storia della Creazione/Eden sono il risultato di una successiva interpretazione: Genesi 1 non si preoccupava di stabilire Dio come creatore del mondo (lo dava per scontato), o di spiegare come Dio lo avesse creato (i popoli antichi non erano interessati in tale questione), né la storia dell'Eden mai afferma che il serpente del Giardino sia il Diavolo, né che l'Eden sia un giardino celeste dove i giusti vivranno eternamente, e neanche che questa sia la storia della Caduta dell'uomo.
Il processo di ridefinizione inizia quando il testo originale ebraico viene tradotto in greco per gli ebrei di lingua greca degli ultimi secoli a.C. Un esempio notevole è la parola adam: nell'originale significava sia l'umanità in generale che il primo uomo specifico. Gli autori della versione greca usarono anthropos per l'adam indifferenziato e traslitterarono l'ebraico con Adamo quantunque sembrasse indicato un singolo primo uomo, trasformando così adam - "uomo" - in un nome proprio. Purtroppo per i lettori successivi, non c'era alcun modo in cui il greco potesse catturare il gioco di parole che collega adam, uomo/umanità, con adamah, la materia da cui lui o loro furono formati.

### Creazione: sapienza, parola, spirito
Le parole iniziali di Genesi 1 riassumono l'opinione degli autori su come il cosmo ebbe origine: "In principio Dio creò il cielo e la terra"; Yahweh, il dio di Israele, era il solo responsabile della creazione e non aveva rivali. Pensatori ebrei successivi, adottando idee dalla filosofia greca, conclusero che la Sapienza di Dio, la sua Parola e Spirito avessero condiviso l'atto creativo. Il Cristianesimo a sua volta adottò queste idee e identificò Gesù con il verbo creativo: " In principio era il Logos e il Logos era presso Dio e Dio era il Logos. Questi era in principio presso Dio." (Giovanni 1:1).
L'idea che Dio creò il mondo dal nulla (creatio ex nihilo) è oggi centrale nell'Islam, nel Cristianesimo e nell'Ebraismo - in verità, il filosofo ebreo medievale Maimonide affermava che fosse il solo concetto condiviso dalle tre religioni. Tuttavia non lo si trova direttamente in Genesi, né nell'intera Bibbia ebraica, ma solo "nel più tardo" Ebraismo. Gli autori Sacerdotali di Genesi 1, che scrivevano verso il 500-400 p.e.v., non si erano concentrati sulle origini della materia (il materiale che Dio aveva formato in cosmo abitabile), ma sull'ordinamento dei destini. Questa era ancora la situazione agli inizi del II secolo e.v., sebbene i primi studiosi cristiani cominciassero ad intravedere una tensione tra l'idea della formazione dell'universo e l'onnipotenza di Dio. Per l'inizio del III secolo tale tensione si era risolta, la formazione del mondo superata e la creazione ex nihilo era diventato un principio fondamentale della teologia cristiana.

### La forma del cosmo
Quando gli ebrei vennero in contatto con il pensiero greco, questo portò ad un'importante reinterpretazione della cosmologia basilare del racconto della Genesi. Gli autori biblici concepirono il cosmo con una terra piatta a forma di disco al centro, un oltretomba sotterraneo e il cielo al di sopra del tutto. Sottoterra c'erano la "acque del caos", il mare cosmico, sede di mostri mitici sconfitti e distrutti da Dio (Esodo 20:4 ammonisce contro il fabbricare immagini "di ciò che è nelle acque sotto la terra"). C'erano anche acque sopra la terra e di conseguenza il raqia (firmamento), una cupola solida, era necessaria per contenerle affinché non inondassero il mondo. Durante il periodo ellenistico ciò venne in gran parte rimpiazzato da un modello più "scientifico" come immaginato dai filosofi greci, secondo il quale la terra era una sfera al centro di tegumenti concentrici di sfere celesti contenenti il sole, la luna, le stelle ed i pianeti.

## Genere (Genesi 1-2 come mito, storia e scienza)
Il significato da derivarsi dalla narrativa della creazione in Genesi dipende dalla comprensione del lettore riguardo al rispettivo genere letterario, il "tipo" di letteratura al quale appartiene: "fa una differenza enorme se i primi capitoli della Genesi vengono letti come cosmologia scientifica, mito della creazione, o saga storica".
Un'incomprensione del genere del testo, cioè dell'intenzione degli autori e della cultura all'interno della quale hanno scritto, si tradurrebbe in un travisamento. Bruce Waltke, professore calvinista evangelico di Antico Testamento ed ebraico al Seminario Teologico Knox di Fort Lauderdale (Florida), mette in guardia contro un tipo di tali fraintendimenti, quello dell'approccio "legnosamente letterale" che porta al rifiuto dell'evoluzione in favore del racconto di Genesi e a certe "interpretazioni implausibili" come la "teoria del divario", la presunzione di una "terra giovane" e la suddetta negazione dell'evoluzione. Un altro studioso, Conrad Hyers, riassume lo stesso pensiero con queste parole: "Un'interpretazione letteralista dei racconti di Genesi è inappropriata, fuorviante e impraticabile [perché] presuppone e insiste su un tipo di letteratura e di intenzione che non c'è."
Genesi 1-2 può esser vista come scienza antica: secondo quanto afferma l'assiriologo E.A. Speiser, "sul tema della tradizione biblica della creazione, questa si è allineata con i principi tradizionali della scienza babilonese." Può anche essere considerata come storia antica, "parte di un più ampio spettro di narrazioni proveniente dal Vicino Oriente antico, originariamente anonime e quasi-storiche." È spesso chiamata "mito" in scritti accademici, ma non c'è accordo su come si possa definire "mito" e così mentre uno studioso asserisce che Genesi 1-11 è libera da miti, un altro può invece dire che è del tutto mitica.
Qualunque altra cosa possa essere, Genesi 1 è comunque una "storia", in quanto è dotata di personaggi e caratterizzazione, di un narratore e di tensione drammatica che si esprime attraverso una serie di incidenti disposti nel tempo. L'autore Sacerdotale di Genesi 1 deve confrontarsi con due difficoltà maggiori. In primo luogo, vi è il fatto che, poiché solo Dio esiste a questo punto, nessuno è disponibile a fare il narratore: il narratore risolve questo paradosso con l'introduzione di un'indistinta "terza persona narrante". In secondo luogo, c'è il problema del conflitto: il conflitto è necessario per suscitare l'interesse del lettore nella storia, ma con niente altro che esista, né mostro del caos né un altro dio, non ci può essere alcun conflitto. Ciò viene risolto con la creazione di una tensione minimale: Dio si contrappone al nulla stesso, il vuoto del mondo "informe e vacuo". Raccontare la storia in questo modo fu una scelta deliberata: ci sono varie storie della creazione nella Bibbia, ma tendono ad essere raccontate in prima persona, dalla Sapienza, lo strumento con cui Dio ha creato il mondo; la scelta di un narratore onnisciente in terza persona nella narrazione di Genesi permette a chi racconta di creare l'impressione che tutto è detto e nulla è trattenuto.